# 音楽旅団
『音楽旅団』（おんがくりょだん）は、BEGIN1枚目のスタジオ・アルバム。1990年6月23日にテイチクエンタテインメントよりリリース。

## 概要
メジャー・デビュー・アルバム。「恋しくて」収録。
2001年2月21日、2008年8月27日、2019年12月11日に再発。2008年は紙ジャケ復刻、2019年はリマスタリング。
BEGINで3番目に売れたアルバム。
オリジナル・アルバムとして最も売れた。
2001年、8枚目のアルバムとして『音楽旅団II』がリリースされた。

## 収録曲
1. SOUND OF SUNRISE
作詞：BEGIN・真名杏樹／作曲：白井良明
2. 流星の12弦ギター
作詞：松井五郎／作曲：山田直毅
3. SLIDIN’ SLIPPIN’ ROAD
作詞：真名杏樹／作曲：BEGIN
4. 白い魚と青い魚
作詞：真名杏樹／作曲：BEGIN
5. 8月の森へ行こう
作詞：松井五郎／作曲：高木茂治
6. いつものように
作詞・作曲：BEGIN
7. 追憶のシアター
作詞：松井五郎／作曲：岡本朗
8. 恋しくて
作詞・作曲：BEGIN
9. 砂の上のダンス
作詞：松井五郎／作曲：岡本朗
10. 星の流れに
作詞：川村真澄／作曲：BEGIN
11. ほほ笑みに続く道
作詞：川村真澄／作曲：岡本朗